# 斯氏龍紋鱝
斯氏龍紋鱝（學名：Rhynchobatus springeri），又稱斯氏尖犁頭鰩，為軟骨魚綱犁頭鰩目圓犁頭鰩科尖犁頭鰩屬的其中一種，被IUCN列為極危保育類動物，種名以斯圖爾特·斯普林格（Stewart Springer）的名字命名，以紀念他對Rhynchobatus系統學的貢獻。分布於澳洲北部及巴布亞紐幾內亞海域，深度16至37公尺，本魚體型呈三角形，長度大於寬度，吻部寬楔形，口前吻長為體長的16-22%，噴水孔位於眼之近後方，尾部與軀幹部不易區分，外形介於鯊類與鱝類之間，嘴巴幾乎不彎曲，上顎在聯合附近有明顯的凹痕，下顎有明顯的凸起，上顎有齒列約52排，背吻無刺，吻背尖無喙棘或棘，眶上棘小但分化良好，從眶前延伸至氣門末端，中背列棘相對發達，兩側有兩排明顯的小肩胛棘，第一背鰭起點位於腹鰭基部起點上方，背部顏色為淺灰綠色，有3-4排大而白的斑點沿尾部延伸，胸斑明顯為黑色，通常緊密圍繞4個白點，前胸盤具有狹窄的白色邊緣，體長可達215公分，棲息於河口及沿海淺水海域，為底棲性魚類，肉食性，卵胎生，生活習性不明。